# تشيريسولي ألبا
تشيريسولي ألبا هيبلدية (كوميون) في مقاطعة كونيو في منطقة بيدمونت بإيطاليا، وتقع على بعد حوالي 30 كيلومتر (19 ميل) جنوب شرق تورينو وحوالي 50 كيلومتر (31 ميل) شمال شرق كونيو.
تقع تشيريسولي ألبا على حدود البلديات التالية: بالديسيرو دي ألبا، كامانيولا، مونتالدو رويرو، مونتيو رويرو، بويرينو، برالورمو، سوماريفا ديل بوسكو.
كانت معركة سيريسول عبارة مواجهة بين الجيش الفرنسي والقوات المشتركة لإسبانيا والإمبراطورية الرومانية المقدسة أثناء الحرب الإيطالية بين 1542 و 1546 حيث جرت الاشتباكات المطولة في 11 أبريل 1544 خارج حدود هذه القرية.